# Перекрестов Олександр Якович
Олекса́ндр Я́кович Перекре́стов (5 листопада 1923 — 25 червня 1983) — радянський військовик, в роки Другої світової війни — зв'язківець мінометної роти 244-го гвардійського стрілецького полку 82-ї гвардійської стрілецької дивізії, гвардії молодший сержант. Повний кавалер ордена Слави.

## Життєпис
Народився в селі Дальник, нині — Великий Дальник Біляївського району Одеської області, в селянській родині. Українець. Закінчив 10 класів.
Протягом 1941—1944 років перебував на тимчасово окупованій території. До лав РСЧА призваний 6 квітня 1944 року, у діючій армії — з 15 квітня того ж року. Воював на 3-му Українському та 1-му Білоруському фронтах.
З 26 по 28 січня 1945 року у боях за місто Познань (Польща) забезпечив безперебійний зв'язок командира батальйону з командирами рот, під щільним вогнем супротивника усунув 38 поривів лінії зв'язку.
У боях за місто Познань з 1 по 7 лютого 1945 року під щільним рушнично-кулеметним вогнем супротивника усунув до 50 поривів лінії зв'язку, чим забезпечив успішний наступ батальйону. 7 лютого, при переході супротивника у контрнаступ, у бою знищив 7 солдатів ворога. Був поранений, але поле бою не полишив до остаточного виконання бойового завдання.
При форсуванні річки Шпрее 23 квітня 1945 року та у подальших боях за Берлін забезпечив безперебійним зв'язком командира батальйону з командирами рот, усунувши при цьому 18 поривів телефонної лінії, прокладеної через річку. Був поранений, але поле бою не полишив до остаточного виконання бойового завдання.
У 1948 році демобілізований. Повернувся у рідне село, працював завідувачем клубу.
З 1951 року проходив службу в органах КДБ СРСР. Член КПРС з 1956 року. У 1983 році підполковник О. Я. Перекрестов вийшов у запас. Мешкав в Одесі, де й помер. Похований на Таїровському цвинтарі.

## Нагороди
Нагороджений орденами Червоної Зірки, Слави 1-го (01.10.1968), 2-го (31.05.1945) та 3-го (26.02.1945) ступенів і медалями.

## Вшанування пам'яті
Ім'ям Олександра Перекрестова названо одну з вулиць у селі Великий Дальник Біляївського району Одеської області.